# Kakóvatos
Kakóvatos (en griego, Κακόβατος) es un pueblo y un yacimiento arqueológico de Élide (Grecia). Administrativamente pertenece al municipio y a la unidad municipal de Zajaro. En el año 2011 contaba con una población de 421 habitantes.

## Arqueología
Cerca de este pueblo hay un yacimiento arqueológico que fue inicialmente excavado desde 1907 por Wilhelm Dörpfeld, y posteriormente, entre 2009 y 2011, por un equipo de la Universidad de Friburgo.
Dörpfeld encontró tres tumbas de cúpula en la base de la acrópolis donde se hallan los restos de un asentamiento que contiene restos pertenecientes a la época micénica temprana (siglos XVI-XV a. C.) Este arqueólogo asoció estos restos con la ciudad de Pilos de Trifilia que, según él, era la Pilos nombrada en la Ilíada como patria del rey Néstor.
Los restos de cerámica abarcan un periodo comprendido entre el Heládico Medio y el Heládico Reciente IIIA. Entre ellos, se han encontrado varios pithoi con higos carbonizados alrededor. Entre los hallazgos más destacados se encuentra un gran edificio construido en la cima de la acrópolis, que fue destruido en el Heládico Reciente IIB y un muro de fortificación que pertenece también al Heládico Reciente IIB (en torno a la segunda mitad del siglo XV a. C.)